# Alessandro Ghignoni
Alessandro Ghignoni (Roma, 17 novembre 1857 – Bologna, 11 settembre 1924) è stato un presbitero e letterato italiano.

## Biografia
A quindici anni entra nella Congregazione dei chierici regolari di San Paolo. Dopo gli studi di teologia, nel 1881 fu ordinato sacerdote a Roma nella basilica di San Giovanni in Laterano. Inizia la sua carriera da docente a Moncalieri, poi a Firenze e infine a Bologna come insegnante di lettere. A Genova fondò la Scuola superiore di religione con il barnabita G. Semeria. Si interessò molto alla musica sacra, divenendone un fervido esperto: diede vita a conferenze, seminari e periodici che determinarono un ruolo chiave nella riforma della musica sacra, che al suo compimento ebbe l'approvazione di papa Pio X, nel 1903 con il motu proprio Inter plurimas pastoralis officii sollicitudines (22 novembre 1903).
Fondò nel 1899 a Firenze il periodico mensile Palestrina o Il Nuovo Palestrina, con l'intenzione di rinnovare la musica liturgica in Toscana e in tutta l'Italia centrale. Nel 1902, grazie alla collaborazione di terzi riuscì ad istituire un Comitato per la musica sacra, con l'approvazione della regina Margherita di Savoia.

## Opere parziali
- Una pubblicazione intorno a Salvator Rosa, in Rassegna nazionale, 1° febbr. 1894, pp. 387 ss.
- Per la prosa italiana, ibid., 16 sett. 1895, pp. 234 ss.
- Postille dantesche, in Giornale dantesco, III (1896), pp. 348 ss.
- Illustrazione artistica della chiesa di S. Dalmazzo in Torino. Cappella di S. Paolo, Genova 1897.
- Il problema religioso, 1897.
- Prefazione a G. Semeria, La musica degli Ebrei, Prato, 1900; Il canto XXXI dell'Inferno, Milano 1901
- Per G. Verdi. I caratteri dell'opera immortale, Genova 1901
- S. Giorgio nella leggenda e nell'arte, Roma 1903
- Il pensiero cristiano nell'arte(sec. I-IV), Roma 1903
- Storia d'un passero, Roma 1904
- Melodie religiose popolari per il tempio e per il popolo, Roma 1904
- Una finezza dantesca, in Giornale dantesco, XII (1904), pp. 173 ss.
- La musica sacra e religiosa del popolo, in Atti del 7º Congresso di musica sacra, Torino… 1905
- L'appartamento Borgia in Vaticano, in Rassegna nazionale, 1° apr. 1907, pp. 478 ss.
- G. Carducci e l'immoralità del teatro, ibid., 16 apr. 1907, pp. 743 ss.
- Giudizi d'arte, inStudium, II (1907), pp. 146–151
- Musica senza note, Bitonto 1907
- L'estetica dell'organo (discorso al I° congresso emiliano di musica sacra, giugno 1908), in Psalterium, Roma s.d.
- Un trittico barnabitico: L. Cacciari, T. Bertelli, R. Martini, in Il Collegio Alle querce di Firenze nell'anno 55°, Firenze, 1923, pp. 251 ss.